# 格拉達 (克列梅涅茨區)
50°7′16″N 25°32′33″E / 50.12111°N 25.54250°E

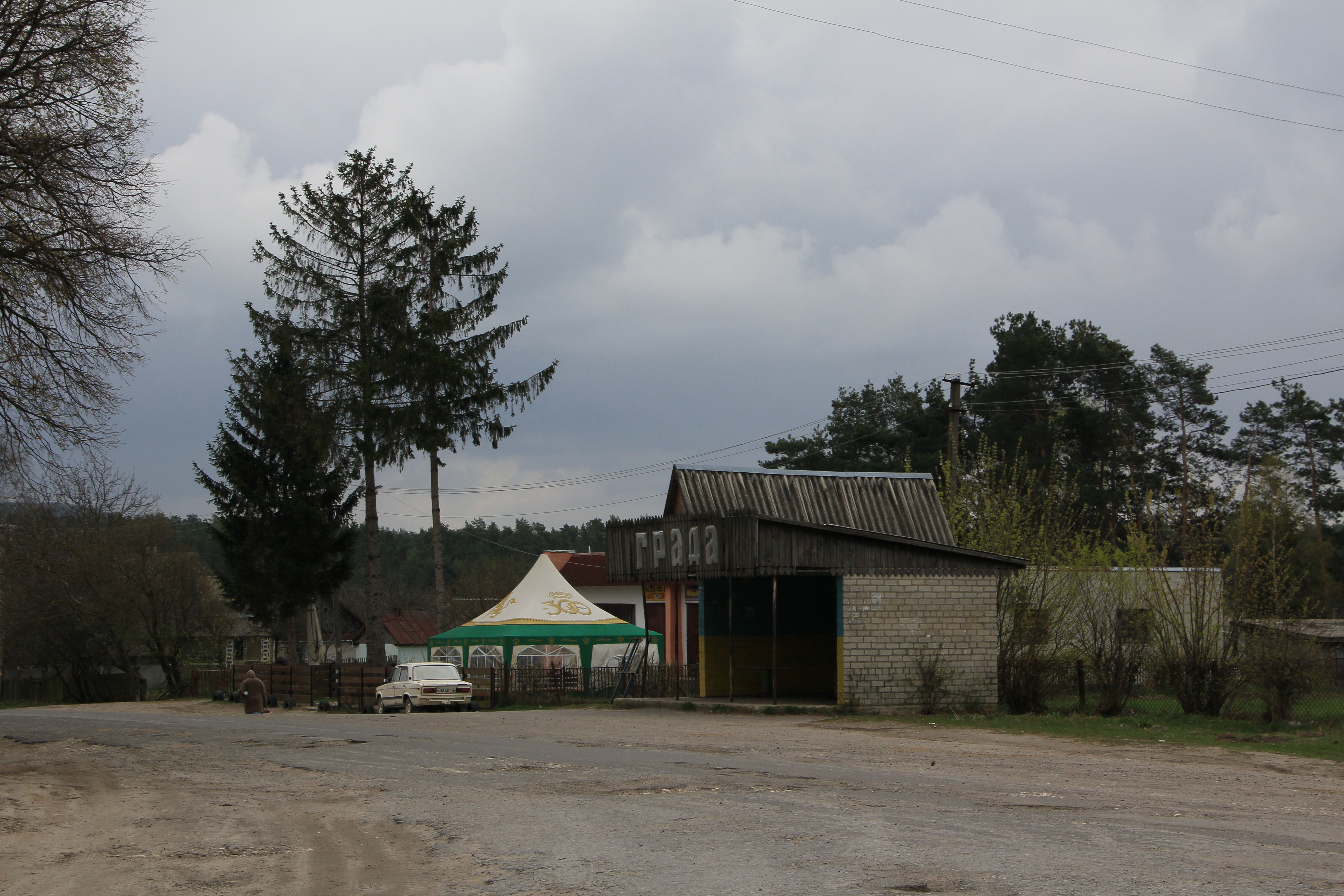

格拉達（烏克蘭語：Града），是烏克蘭的村落，位於該國西部捷爾諾波爾州，由克列梅涅茨區負責管轄，面積1.17平方公里，2001年人口578，人口密度每平方公里493.6人。